# ネッツトヨタ道都
ネッツトヨタ道都（ねっつとよたどうと）は、北海道札幌市に本社を置き、石狩地方を中心に店舗を展開する自動車販売店である。札幌市を中心に千歳市、江別市、小樽市、岩見沢市、砂川市、苫小牧市、室蘭市で17店舗展開している。

## 概要
1957年に「札幌トヨタディーゼル」として創業。以来「カローラ」→「ビスタ」→そして現在の「ネッツ」と、国内のディーラーでは珍しく創業以来4度チャネルを渡り歩いてきた。2017年には創業60周年を迎えるなど、国内のネッツトヨタ店では最古参のディーラーである。

## 沿革
- 1957年12月 - 札幌トヨタディーゼル株式会社として設立。
- 1973年12月 - トヨタカローラ北海株式会社に社名変更。
- 1980年4月 - トヨタビスタ店発足に伴い、トヨタビスタ札幌株式会社となる。北海道中央部である石狩、空知、後志、胆振、日高の5支庁管内（札幌・室蘭両運輸支局管内）を担当。
- 2004年5月 - トヨタビスタ店のネッツ店への統合に伴い、ネッツトヨタ道都株式会社に社名変更。
- 2011年10月 - ひだかトヨタ自動車販売の発足に伴い、札幌トヨタ・ネッツトヨタ道都の静内店がしずない西店となる。

## 店舗

### 石狩

#### 札幌市
- 中央店 - 札幌市中央区宮の森4条1丁目3-1
- 新琴似店 - 札幌市北区新琴似8条16丁目5-2
- 北26条店 - 札幌市東区北26条東1丁目3-14
- 元町店 - 札幌市東区北13条東15丁目2-10
- 白石店 - 札幌市白石区中央1条6丁目12-16
- 豊平店 - 札幌市豊平区豊平3条6丁目1-23
- 平岸店 - 札幌市豊平区平岸1条10丁目2-4
- 美しが丘店 - 札幌市清田区美しが丘1条6丁目2-5
- 手稲店 - 札幌市手稲区富丘3条4丁目1-5

#### その他石狩
- 江別店 - 江別市七条六丁目6
- 千歳店 - 千歳市信濃1丁目716-70

### 空知
- 岩見沢店 - 岩見沢市2条東17丁目2
- 空知店 - 砂川市空知太東1条3丁目2-1

### 後志
- 小樽店 - 小樽市オタモイ1丁目8-8

### 胆振
- 室蘭店 - 室蘭市東町4丁目26-1
- 苫小牧店 - 苫小牧市字糸井148-4

### 日高
- 前述のひだかトヨタ自動車販売が店舗を運営している[2]。

### 中古車販売店
- T-ZONE南郷店 - 札幌市白石区南郷通17丁目南3-13
  - 札幌トヨタと共同で出店。
- U-MEGA山の手店 - 札幌市西区山の手1条1丁目3-35